# Мікроклімат кар'єру
Мікроклімат кар'єру (рос. микроклимат карьера, англ. open-pit microclimate; нім. Mikroklima n des Tagebaus) – клімат приземного шару повітря в кар'єрі або всередині кабін кар’єрних машин. Характеризується поєднанням осн. параметрів, що діють на організм людини: т-рою, відносною вологістю, швидкістю руху повітря і т-рою навколишніх поверхонь. З метою створення сприятливого для роботи М.к. застосовують активне провітрювання внутрішньокар’єрного простору, осушення гірських порід тощо. 
Мікроклімат у кабіні кар’єрних машин визначається тепловиділенням в ній і мікрокліматичними параметрами приземного шару. Т-ра, відносна вологість і швидкість руху повітря в кабіні регламентуються для теплого і холодного періодів року. 
Значення температури, відносної вологості і швидкості руху повітря в робочій зоні на постійних робочих місцях при важкій роботі: в холодний період року (при температурі зовнішнього повітря нижче 10°С) відповідно 13-18°С, не більше за 75%, не більше за 0,5 м/с; в теплий період року (при т-рі зовнішнього повітря 10°С і вище) – не більше 26°С, 75%, 1 м/с. 